# Arkadi Jukovski
Arkadi Iliariónovitx Jukovski (ucraïnès: Арка́дій Іларіо́нович Жуко́вський) (Txernivtsí, 12 de gener de 1922 - París, 2 d'octubre de 2014) fou un historiador ucraïnès. Va ensenyar història d'Ucraïna a l'Institut Nacional de Llengües i Civilitzacions Orientals (INALCO) a París des de 1960 fins a 1987 i de la Universitat Lliure Ucraïnesa de Múnic.
Per les seves nombroses obres, va ajudar a enfortir els llaços entre Ucraïna i França. Hi ha a Sarcelles un institut de la Societat Científica Xevtxenko, del qual Arkadiy Jukovskyi n'és el president; també és un membre estranger de l'Acadèmia nacional de les ciències d'Ucraïna.

## Publicacions
En ucraïnès
- Petro Mogila j pitannâ êdnosti cerkov, 1969.

En francès
- Histoire de l'Ukraine, Paris, Dauphin, 1993 (rééd. 2005).
- La France et l'Ukraine, Paris, Dauphin, 1998.